# 1546 en arts plastiques
| Années des arts plastiques : 1543 - 1544 - 1545 - 1546 - 1547 - 1548 - 1549    |
| Décennies des arts plastiques : 1510 - 1520 - 1530 - 1540 - 1550 - 1560 - 1570 |

Cette page concerne l'année 1546 en arts plastiques.

## Œuvres

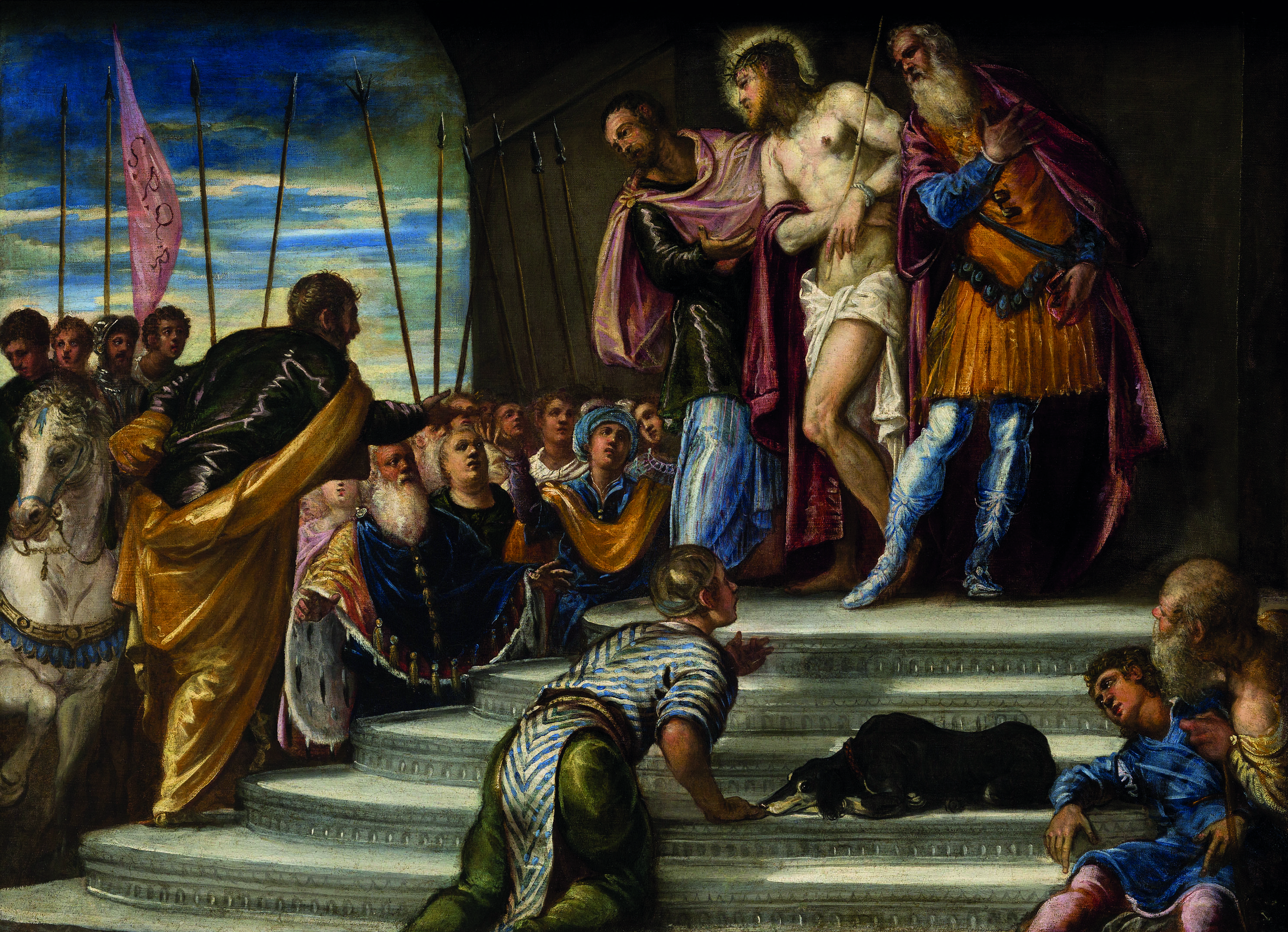
Ecce Homo du Tintoret.

## Naissances
- 21 mars : Bartholomeus Spranger, peintre flamand († 27 juin 1611),
- ? : Joseph Boillot, peintre, ingénieur militaire, architecte et graveur français († 1605),
- Vers 1646 : Christoffel van Sichem l'Ancien, graveur, imprimeur et éditeur néerlandais († 20 octobre 1624).

## Décès
- 11 janvier : Gaudenzio Ferrari, peintre, architecte et sculpteur italien (° vers 1475),
- 1er novembre : Jules Romain (Giulio Romano), peintre et architecte italien (° 1492),
- ? :
  - Noël Bellemare, peintre et enlumineur français d'origine flamande (° ?),
  - Camillo Boccaccino, peintre italien (° vers 1505).